# Los Ramírez, Guerrero
Los Ramírez är en ort i Mexiko.   Den ligger i kommunen San Miguel Totolapan och delstaten Guerrero, i den södra delen av landet, 230 km sydväst om huvudstaden Mexico City. Los Ramírez ligger 953 meter över havet och antalet invånare är 175.
Terrängen runt Los Ramírez är kuperad åt nordost, men åt sydväst är den bergig. Los Ramírez ligger nere i en dal som går i nord-sydlig riktning. Runt Los Ramírez är det glesbefolkat, med 19 invånare per kvadratkilometer. Närmaste större samhälle är Campo Morado, 9,6 km söder om Los Ramírez. I omgivningarna runt Los Ramírez växer huvudsakligen savannskog.